# 喬宏
喬宏（英語：Roy Chiao，1927年3月16日—1999年4月16日），香港演員，曾獲得1996年香港電影金像獎最佳男主角。

## 生平
喬宏1927年出生於上海，祖籍山西臨汾。
父親喬義生（1883－1956）為國民黨元老，按馮自由所著《革命逸史》載，曾參與潮州黃岡起義，後曾任第一屆國民大會代表，並在國民政府財政部工作。喬宏年青時代曾在上海的一家美國學校讀書，由於熟悉英語，他曾於韓戰時出任翻譯。日本侵華期間，他抵達重慶。隨後於抗戰勝利後返回上海；在前述的美國學校完成中學教育。
喬宏早於1949年已在台灣參演由張徹所執導的《阿里山風雲》，但未正式入行。至1955年在東京得到女星白光邀請，拍攝《鮮牡丹》一片成名後，才正式從影。1956年3月，他認識配音員小金子。二人於1958年8月31日結婚。1960年代，喬宏已是獨當一面的影星，因其俊朗外表及健碩身型而被稱為「雄獅」和「鐵公子」。
整個電影生涯喬宏一共參演超過60部電影，多數是1960年代作品。其中最為成功的有《西太后與珍妃》、《董夫人》和《俠女》等等；《港澳渡輪》是外國投資拍攝；李小龍作品《龍爭虎鬥》和《死亡遊戲》他也有份參演。早期他多飾演國語片中的硬漢小生，後期則以多變的形象演出。1984年更曾在史提芬史匹堡執導的《奪寶奇兵之魔域奇兵》中，飾演上海大亨一角。1970年代喬宏曾在電視台演出劇集，參與過麗的電視劇集《人在江湖》、《驟雨中的陽光》，無線電視劇集《老虎甩鬚》、《第三類房客》之演出。
喬宏一生曾遭遇過不少意外。早在抗戰時在重慶橫渡嘉陵江時就遇上過翻船，全船乘客跌入江裡，只有他與一位游泳好手生還。1951年他遷往台灣，遇上車禍折斷手骨、髀骨。其後他經急救後留院醫治九個月，並在當地醫院當了半年傳譯員。1978年他駕駛小型飛機時失事，撞向山邊爆炸，由於及時逃生只傷及毛髮。到1990年後他更曾三度遇上心臟病，其中1995年駕車第三次心臟病發，接受手術後康復。
自1990年代起喬宏作品產量已有所減少，但仍有代表作，包括1995年與蕭芳芳主演的《女人四十》，和與周星馳合演的《97家有喜事》。喬宏憑《女人四十》，獲得該年香港電影金像獎和香港電影金紫荊獎最佳男主角獎項，成為香港最年長的影帝，這紀錄直至2022年才被打破。同年6月，國際福音飛行事工總幹事鄭偉昌牧師組織巡迴飛行佈道，邀請喬宏一起駕駛一架型號為CESSNA T310R 的螺旋掌式雙引擎六座位小型飛機前往美國東部、中部及西部多個不同城鎮舉行佈道會。
最後遺作是福音電影《天使之城》。
1999年4月16日晚上10時30分於美國西雅圖駕車回家途中，第四度心臟病發後逝世，享年72歲。

## 個人
- 喬宏於韓戰結束後曾經隨軍隊到日本，任推銷員，生活艱苦。
- 喬宏曾獲得中國第四屆拳擊賽甲級冠軍，喜歡騎馬、潛水、駕駛飛機。
- 喬宏在第二次世界大戰時立志成為飛機工程師，於是投考幼年空軍學校，但被拒。他於1949年後（共產黨進駐中國後）他移居到香港，就轉而投考香港遠東航空學校（香港飛行總會前身），申請成為香港民航公司的飛機師，但同樣被拒。
- 喬宏篤信基督教。1985年因藝人翁美玲自殺一事而創辦藝人基督教團體藝人之家。其臨終前遺作《天使之城》正是以基督教為題材。[2]
- 喬宏與小金子在1960－70年代曾經入住九龍鑽石山大觀園四號石屋，至1970年代末遷出至窩打老道。[3][4]該地址現在獲准政府保留。

## 演出作品

### 電視劇（無線電視）
- 1971年：《雙星報喜》
- 1975年：《群星譜》
- 1978年：《第三類房客》
- 1981年：《老虎甩鬚》

### 電視劇（麗的電視/亞洲電視）
- 1980年：《人在江湖》 飾 石勝
- 1980年：《驟雨中的陽光》 飾 朱發
- 1981年：《阿啦担梯》 飾 賴四喜
- 1989年：《安樂茶飯》 飾 謝小鳳
- 1989年：《小小大女人》
- 1989年：《捉鬼家族》 飾 常恨水
- 1990年：《佳偶天成》
- 1990年：《富貴冤家》（客串）
- 1991年：《乖女也瘋狂》 飾 利潤生

### 電視劇（廉政公署）
- 1978年：《ICAC：查案記》飾 陳世萬
- 1981年：《廉政先鋒 (第一輯)》飾 趙強

### 電影
- 1956年：《鮮牡丹》
- 1959年：《虎妞》
- 1959年：《天長地久》飾 趙仁傑
- 1959年：《三星伴月》
- 1959年：《空中小姐》 飾 雷大鷹
- 1959年：《港澳渡輪》
- 1960年：《長腿姐姐》飾 小金
- 1960年：《六月新娘》
- 1960年：《快樂天使》
- 1960年：《鐵臂金剛》
- 1960年：《紅男綠女》
- 1960年：《玉樓三鳳》飾 鄭大江
- 1961年：《遊戲人間》
- 1962年：《好事成雙》
- 1963年：《教我如何不想她》飾 團長金石鳴
- 1964年：《西太后與珍妃》 飾 榮祿
- 1965年：《深宮怨》
- 1966年：《千手奇女子》
- 1966年：《金手指》
- 1966年：《女俠木蘭花》
- 1967年：《白天鵝》 飾 林天祥隊長
- 1967年：《諜海妖姬》
- 1967年：《藍色毒黃蜂》
- 1968年：《雁翎刀》 飾 岳飛鵬
- 1969年：《虎山行》
- 1970年：《俠女》 飾 慧圆
- 1970年：《董夫人》 飾 楊尉官
- 1973年：《龍爭虎鬥》飾 少林寺主持 [5]
- 1973年：《死亡遊戲》
- 1973年：《迎春閣的風波》 飾 曹玉昆
- 1975年：《天才與白痴》 飾 鄭明
- 1975年：《忠烈圖》飾 俞大猷
- 1975年：《藍橋月冷》
- 1976年：《一枝光棍走天涯》
- 1977年：《狐蝠》飾 胡德博士
- 1978年：《大煞星與小妹頭》
- 1978年：《肥龍過江》飾 九爺
- 1979年：《神偷妙探手多多》
- 1980年：《爛鬼賭神之師爸》
- 1982年：《細圈仔》 飾 馬Sir
- 1984年：《印第安納瓊斯之魔宮傳奇》 (Indiana Jones and the Temple of Doom) 飾 黑幫頭目Lao Che
- 1985年：《威龍猛探》 飾 哈羅德·柯
- 1986年：《神探朱古力》飾 喬冠湖
- 1987年：《朝花夕拾》
- 1988年：《拳霸天下》 (Bloodsport) 飾 田中泉藏（Senzo Tanaka）
- 1988年：《飛龍猛將》 飾 審判專員 羅忠淮
- 1989年：《龍之爭霸》 飾 洪霸天
- 1990年：《龍在中國》 飾 李學周
- 1992年：《籠民》 飾 肥姑
- 1994年：《花旗少林》 飾 舅父
- 1995年：《偷偷愛你》 飾 東東、西聰的外公
- 1995年：《呆佬拜壽》 飾 太叔公
- 1995年：《女人四十》 飾 老爺
- 1996年：《麻麻帆帆》 飾 神仙
- 1997年：《97家有囍事》飾 老老頭
- 1999年：《天使之城》

## 獎項
- 1996年香港電影金像獎最佳男主角
- 1996年香港電影金紫荊獎最佳男主角

## 紀念書籍
- 1999年：《俠骨宏情》

## 外部連結
- 喬宏在香港影庫上的簡介
- 喬宏在互联网电影资料库（IMDb）上的資料（英文）
- 在AllMovie上喬宏的頁面（英文）
- 喬宏在爛番茄上的頁面（英文）
- 喬宏在豆瓣上的资料（简体中文）
- 喬宏在时光网上的簡介（简体中文）